# Maunalua Bay

Maunalua Bay ist im Süden von Eastern Honolulu (rot)

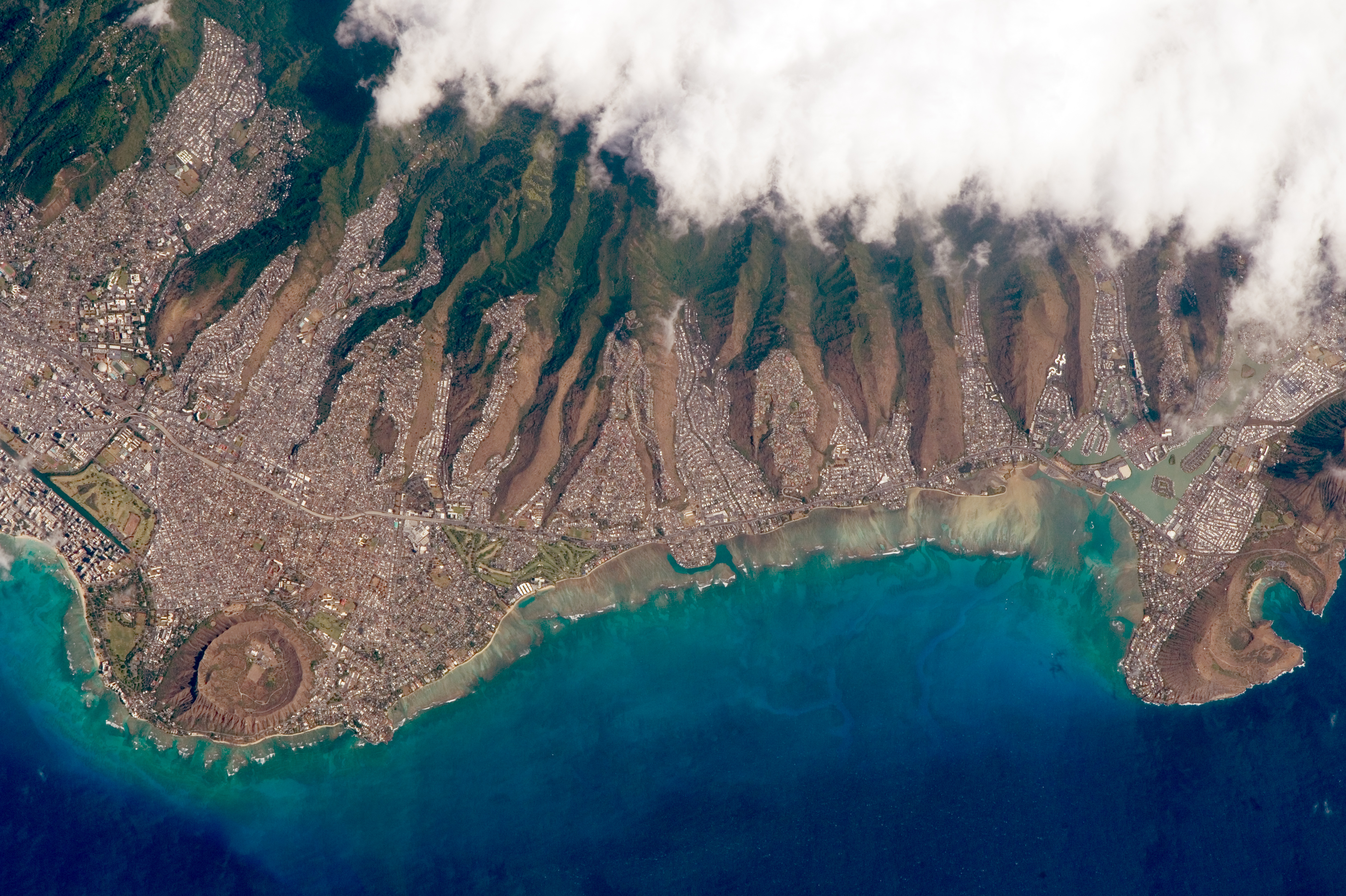
Maunalua Bay (2016)

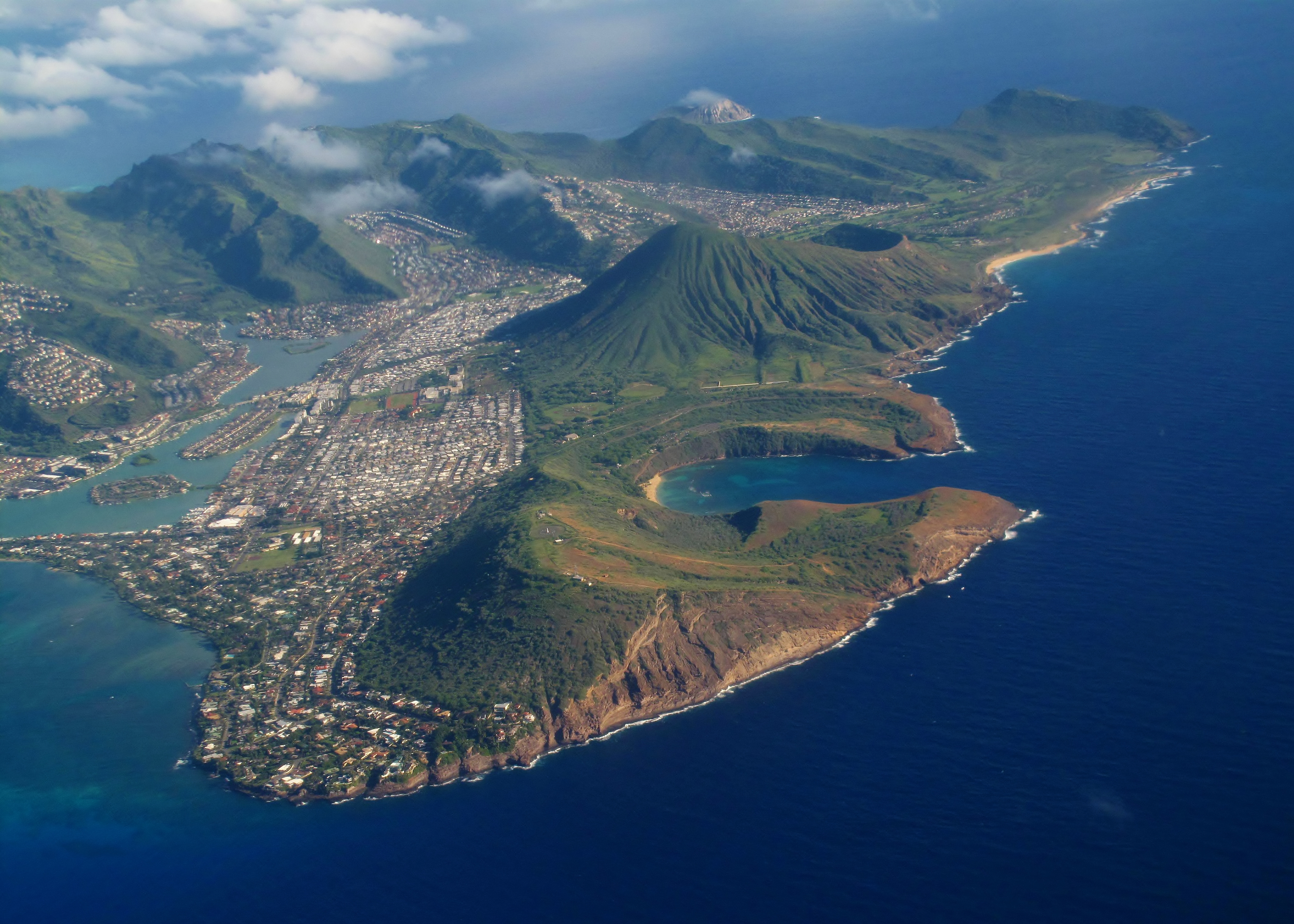
Hawaii Kai, Portlock, Koko Head, Hanauma Bay und Koko Crater

Maunalua Bay ist eine Meeresbucht im Südosten von Honolulu, der Hauptstadt von Hawaii. Die Bucht erstreckt sich über etwa zehn Kilometer von der Südspitze des Diamond Head, dem Black Point, auch Kūpikipikiʻo genannt, im Westen bis zum Portlock Point, auch Kwaihoa Point, genannt im Osten.
An der Landseite befindet sich östlich an Diamond Head anschließend der Nobelvorort Kahala. Es folgen mehrere an Hängen gelegene, wohlhabende Vororte wie Loa Ridge, eine Gated Community, die einen gesamten Hang für sich beansprucht. Im Osten befindet sich der nach dem Zweiten Weltkrieg vom Industrialisten Henry J. Kaiser um Fischteiche herum angelegte Vorort Hawaii Kai, wo sich ein Yachthafen, Einkaufszentren, darunter eine Filiale von Costco, und zahlreiche Restaurants wie beispielsweise das bekannte Roy's und ein Ableger der hawaiischen Brauerei Kona Brewing Co. befinden. Auf der zum Koko Head führenden Landzunge befindet sich der Vorort Portlock, der zu Hawaii Kai gezählt wird.
Der Name Maunalua (von Mauna = Berg und elua = zwei, in der Sprache der polynesischen Eingeborenen) bezieht sich auf die Benennung des Gebietes um Hawaii Kai in der Zeit der polynesischen Besiedlung. Die Berge hier sind der landeinwärts vom Portlock Point gelegene 196 Meter hohe Koko Head und der etwa dreieinhalb Kilometer östlich jenseits der Hanauma Bay gelegene Koko Crater, dessen Wände bis auf 368 Meter ansteigen.
Der Legende zufolge war Maunalua eines der ersten Siedlungsgebiete, als etwa im 12. Jahrhundert die ersten Menschen von Polynesien sich nach Hawaii aufmachten. Diese lebten dort ursprünglich vom Fischfang und dem Anbau von Süßkartoffeln.

## Bilder

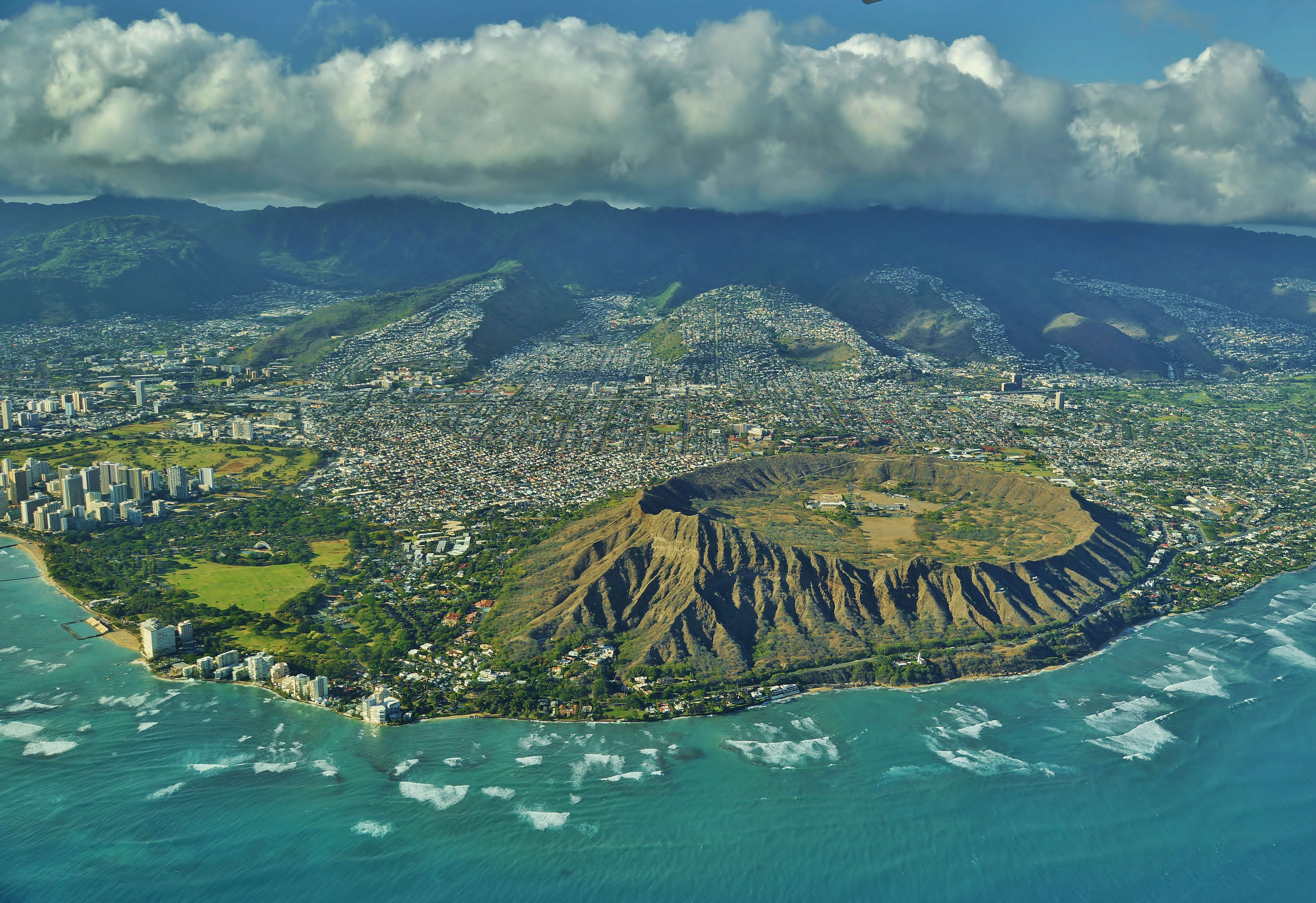
Diamond Head
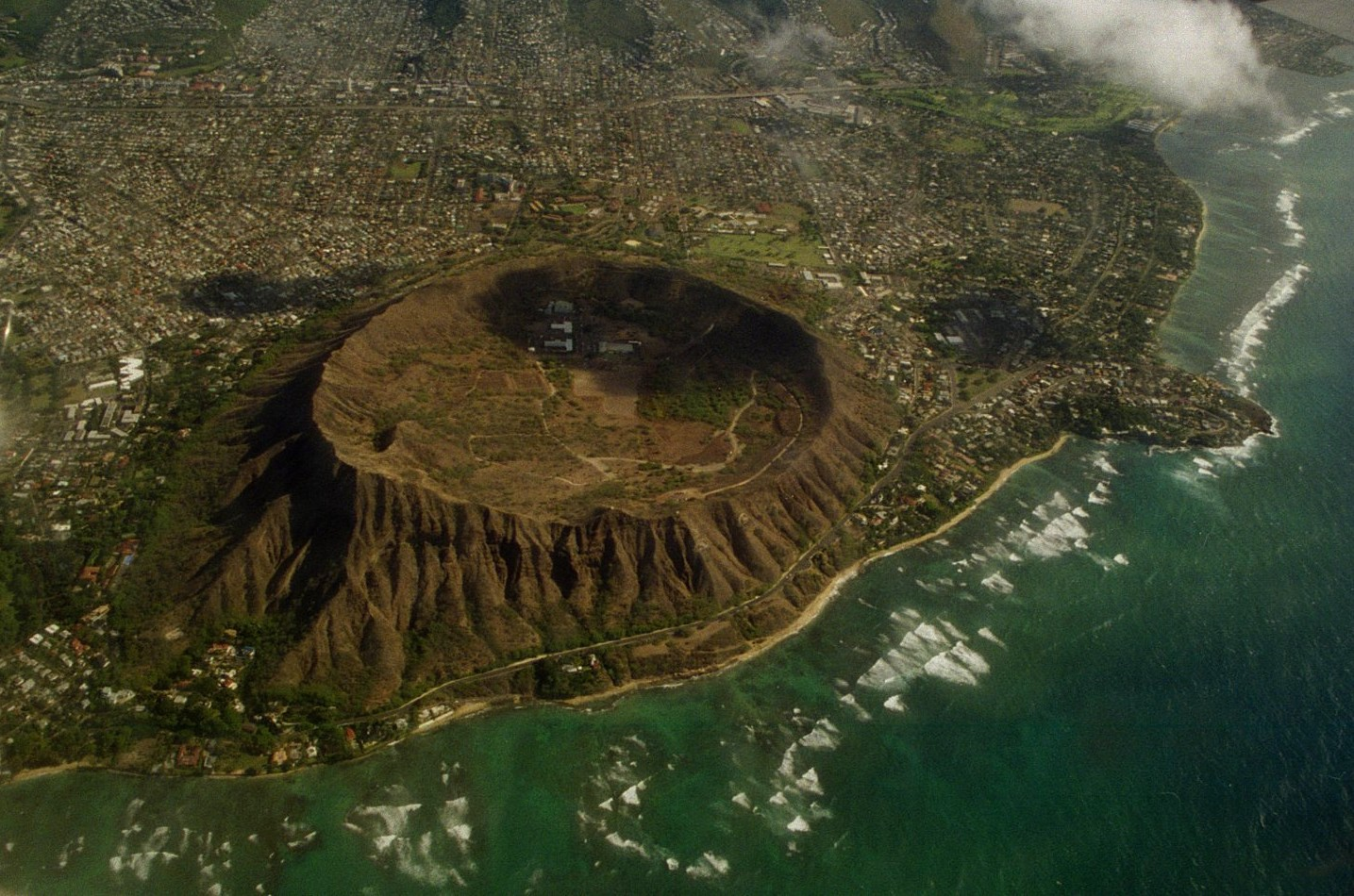
Diamond Head mit Blick auf Kahala, nördlich der Vorort Kaimuki
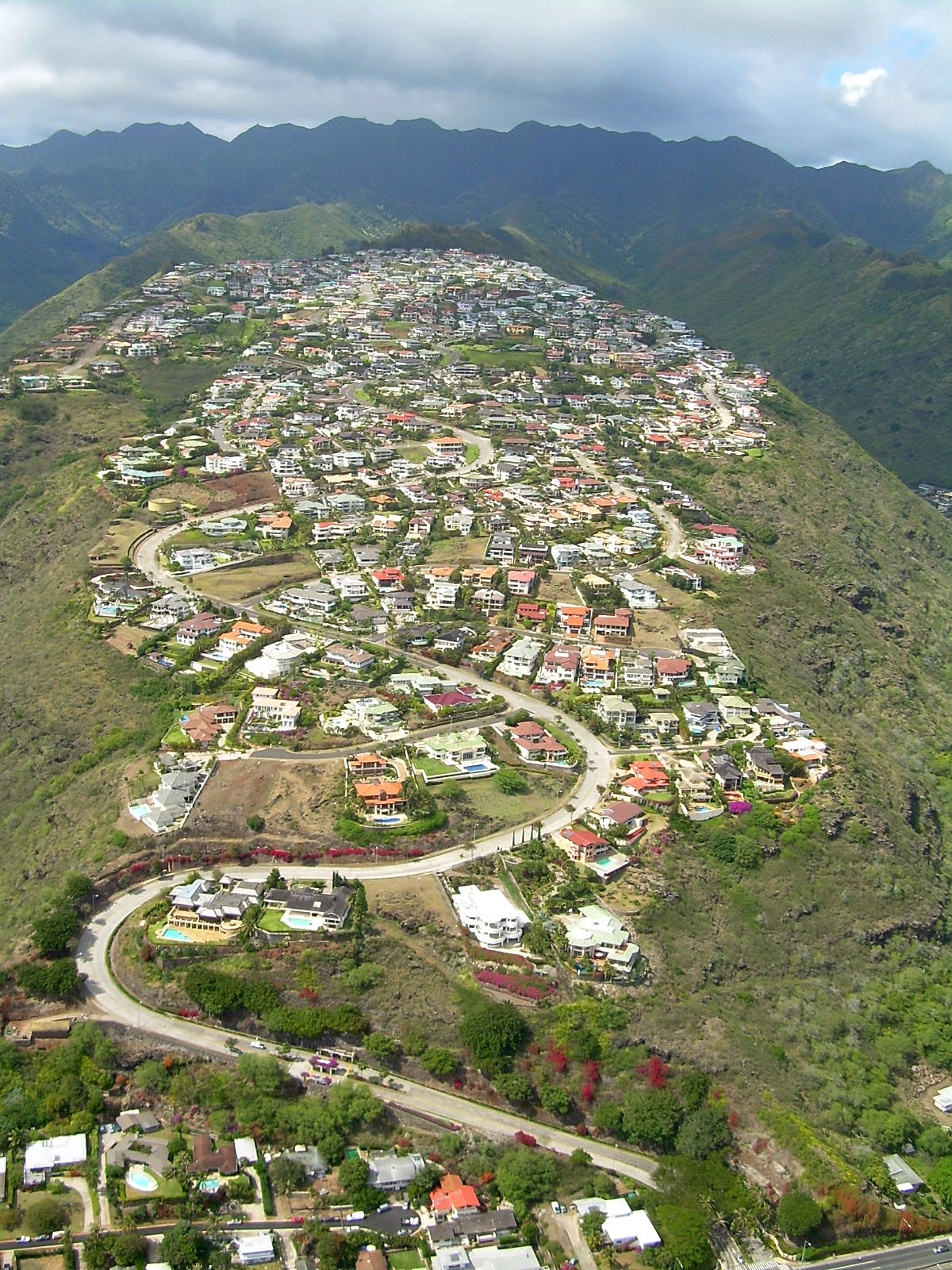
Puuikena Drive, die Hauptstrasse durch Loa Ridge (2008)
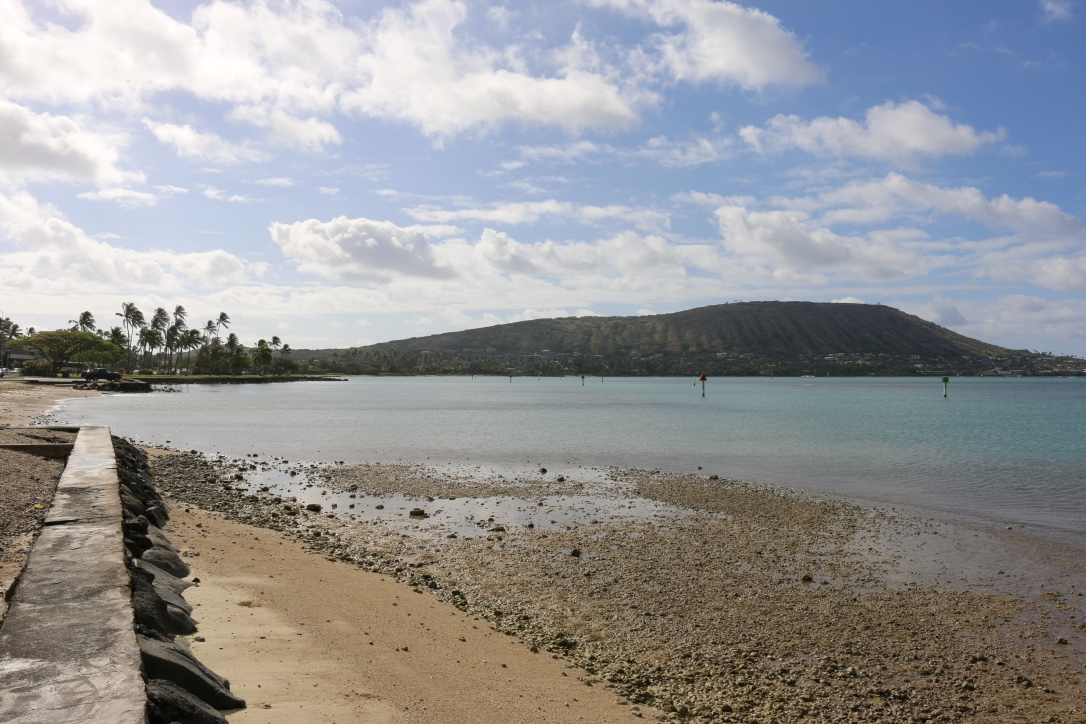
Blick auf Portlock